# Kosiorki (gromada)
Kosiorki – dawna gromada, czyli najmniejsza jednostka podziału terytorialnego Polskiej Rzeczypospolitej Ludowej w latach 1954–1972.
Gromady, z gromadzkimi radami narodowymi (GRN) jako organami władzy najniższego stopnia na wsi, funkcjonowały od reformy reorganizującej administrację wiejską przeprowadzonej jesienią 1954 do momentu ich zniesienia z dniem 1 stycznia 1973, tym samym wypierając organizację gminną w latach 1954–1972.
Gromadę Kosiorki z siedzibą GRN w Kosiorkach utworzono – jako jedną z 8759 gromad – w powiecie siemiatyckim w woj. białostockim, na mocy uchwały nr 21/V WRN w Białymstoku z dnia 4 października 1954. W skład jednostki weszły obszary dotychczasowych gromad Kosiorki, Przybyszyn, Pełch i Poniaty oraz miejscowość Dąbczyn z dotychczasowej gromady Tworkowice ze zniesionej gminy Kosiorki w tymże powiecie. Dla gromady ustalono 14 członków gromadzkiej rady narodowej.
31 grudnia 1959 do gromady Kosiorki przyłączono wsie Wojtkowice Stare, Wojtkowice-Dady, Wojtkowice-Glinna i Tworkowice oraz kolonię Tworkowice ze zniesionej gromady Wojtkowice Stare oraz wieś Malec, resztówkę Malec i kolonię Podgajki ze zniesionej gromady Skórzec.
Gromada przetrwała do końca 1972 roku, czyli do kolejnej reformy gminnej.